# Xanthias glabrous
Xanthias glabrous är en kräftdjursart som beskrevs av John R. Edmondson 1951. Xanthias glabrous ingår i släktet Xanthias och familjen Xanthidae. Inga underarter finns listade i Catalogue of Life.